# Crowder's Mountain
Crowder's Mountain is een berg van het type inselberg in Gaston County in de Amerikaanse staat North Carolina. Het is een van de twee pieken in Crowders Mountain State Park, de andere bergtop is The Pinnacle. Het park is gelegen in het westelijke deel van Piedmont van North Carolina tussen de steden van Kings Mountain en Gastonia of ongeveer 40 kilometer ten westen van Charlotte. Crowders Mountain stijgt abrupt bijna 240 meter boven het omliggende terrein uit en heeft een hoogte van 495 meter boven zeeniveau.
Hoewel dit soms wel wordt beweerd, is de berg niet vernoemd naar Ulrich Crowder [Kräuter], een Duitse koopman en boer. In 1789 kocht Ulrich veel verder ten noorden van de berg land voordat hij naar het westen vertrok. De berg is genoemd naar Crowders Creek, die zijn oorsprong vindt in de buurt van de voet van de berg. De oorspronkelijke naamgenoot van Crowders Creek is onbekend, maar leefde hoogstwaarschijnlijk verder naar het zuiden langs de Crowders Creek. Crowders Mountain en The Pinnacle, gelegen in het zuidwesten, dienden ooit als oriëntatiepunten om het jachtgebied van de Catawba- en de Cherokee-Indianen te scheiden.
In de vroege jaren 1970 werden plannen gemaakt om de berg te ontwikkelen en af te graven voor kyaniet, een mineraal dat wordt gebruikt om porselein te maken. Dit leidde ertoe dat de gemeenteraad van Gastonia, van North Carolina en andere bezorgde burgers de berg kochten en de berg aan de staatoverheid gaven.
In 1974 creëerde de staat North Carolina het Crowders Mountain State Park. De berg biedt steile rotsen die 46 meter de hoogte in gaan en populair zijn bij bergbeklimmers. Verschillende wandelpaden leiden naar de top van de berg, van waaruit het mogelijk is om de wolkenkrabbers van het nabijgelegen Charlotte te zien op een heldere dag.